# Крило янгола

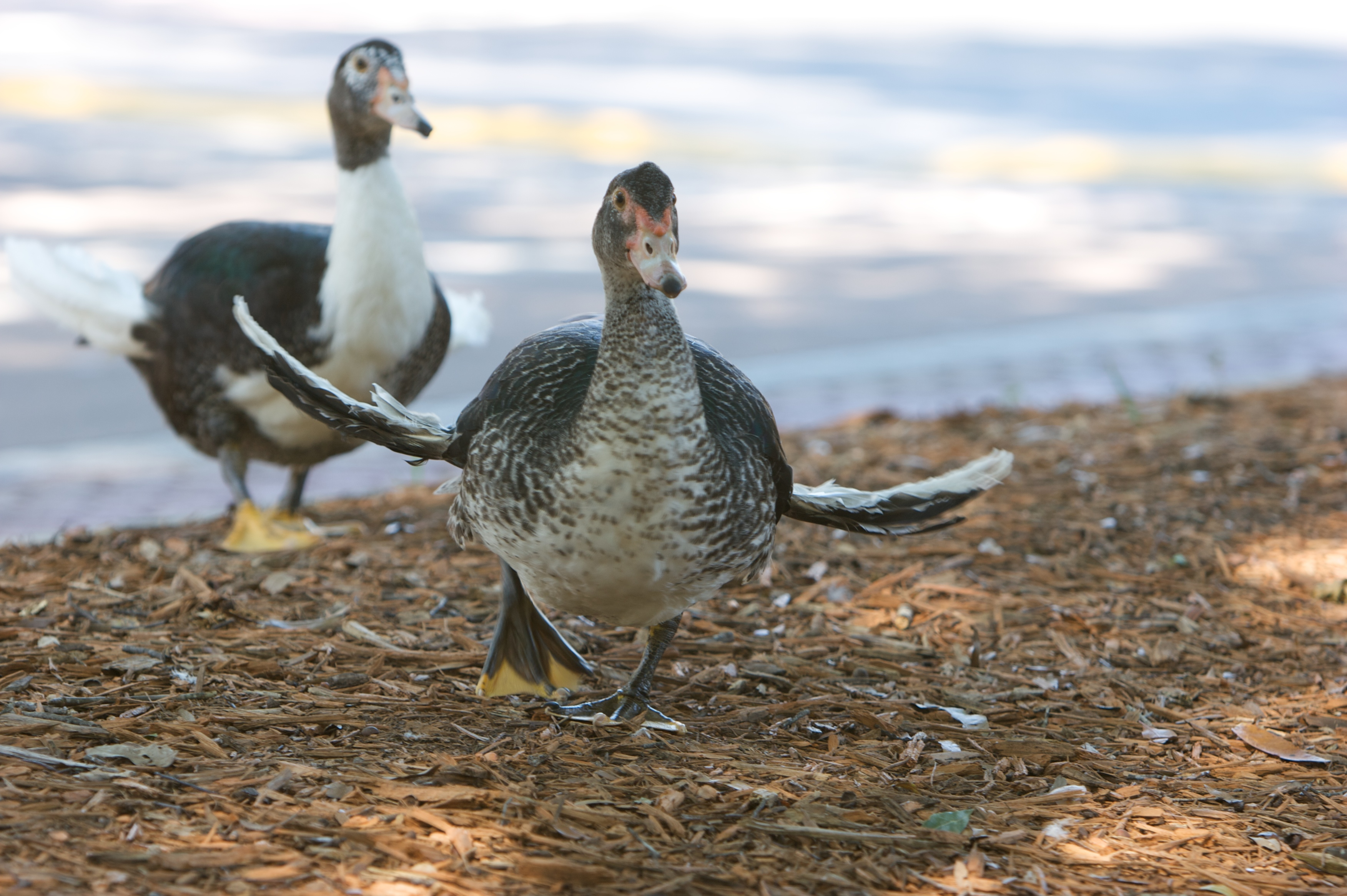
Качка із синдромом крила янгола

Крило янгола — це захворювання, що вражає переважно навколоводних птахів (гуси та качки) за якого суглоб крила деформується таким чином, що махові пір'їни спрямовуються від тіла замість того, щоб лежати паралельно до тіла. Частіше спостерігається у самців. Також існують повідомлення про спостереження серед хижих птахів, дрохфових, папуг.
Захворювання часто набувається серед молодих особин. Через висококалорійну дієту, особливо білкову та із низьким вмістом вітаміну D, E, мангану та кальцію, один або обидва променево-зап'ясткові суглоби затримуються у своєму розвитку відносно інших частин крила (через незрозумілі причини, якщо вражається тільки один суглоб, то це, переважно, лівий). В результаті суглоб вивертається назовні та не може виконувати своєї функції. Симптоми крила янгола включають також деформацію махових пер, особливо першорядних, або їх ріст під нетиповим кутом. В екстремальних випадках пера нагадують соломинки, що стирчать із крила і являють собою лише стовбур пера.
Це захворювання невиліковне серед дорослих птахів і може викликати ранню смертність, оскільки такі птахи не здатні до польоту. У молодих птахів, натомість, наслідки захворювання можна виправити, якщо зафіксувати крило під правильним кутом на час остаточного формування скелету в комбінації із збалансованим раціоном
Теоретично, захворювання можуть спричиняти генетичні чинники, проте, ініціює його розвиток надлишок вуглеводів та білків в раціоні та дефіцит вітаміну Е, кальцію, мангану. Періодично захворювання спостерігається серед диких водоплавних птахів, які тримаються поруч із місцями підгодівлі, особливо якщо в цих місцях підгодовують хлібом.